# Morl
Morl is een plaats en voormalige gemeente in de Duitse deelstaat Saksen-Anhalt, en maakt deel uit van de Saalekreis.
Morl telt 916 inwoners.